# Tres días (película)
Tres días o 3 días es una película española dirigida por Francisco Javier Gutiérrez y estrenada en 2007. Pese a presentarse en el Festival de Cine Español de Málaga como casi una película desconocida, se convirtió en la gran triunfadora del festival tras ganar la Biznaga de Oro a la Mejor Película

## Argumento
El Secretario General de la ONU anuncia que un gigantesco meteorito se estrellará contra La Tierra. La desesperación y  el caos recorren el planeta. Los habitantes del pueblo perdido de Laguna escuchan aterrorizados la noticia. Ante la histeria colectiva, Ale (Víctor Clavijo), un joven frustrado que vive con su madre Rosa (Mariana Cordero) y hace chapuzas a domicilio, decide pasar sus últimos días encerrado, emborrachándose y oyendo su música favorita. Pero sus planes cambiarán de golpe cuando se vea obligado a ayudar a su madre a proteger a los cuatro hijos de su hermano Tomás ante la llegada de Lucio (Eduard Fernández), un desconocido ambiguo y desconcertante personaje cargado de misteriosas intenciones.

## Intérpretes
- Daniel Casadellà como Emilio.
- Víctor Clavijo como Alejandro.
- Mariana Cordero como Rosa.
- Ana de las Cuevas como Raquel.
- Elvira de Armiñán como Clara.
- Antonio Dechent como Urbano.
- Eduard Fernández como Lucio.
- Juan Galván como Nico.
- Sebastián Haro como Atienza.

## Premios y nominaciones
Medallas del Círculo de Escritores Cinematográficos de 2008
| Categoría         | Persona                    | Resultado |
| ----------------- | -------------------------- | --------- |
| Mejor fotografía  | Miguel A. Mora             | Nominado  |
| Mejor montaje     | Nacho Ruiz Capillas        | Ganador   |
| Premio revelación | Francisco Javier Gutiérrez | Nominado  |